# Mimolaia tachira
Mimolaia tachira is een keversoort uit de familie van de boktorren (Cerambycidae). De wetenschappelijke naam van de soort werd voor het eerst geldig gepubliceerd in 1992 door Galileo & Martins.